# Court
Court es una comuna suiza del cantón de Berna, situada en el distrito administrativo del Jura bernés. Limita al norte con las comunas de Champoz y Moutier, al noreste con Eschert, al este con Gänsbrunnen (SO), al sur con Selzach (SO) y Grenchen (SO), y al oeste con Romont y Sorvilier.
Hasta el 31 de diciembre de 2009 situada en el distrito de Moutier.

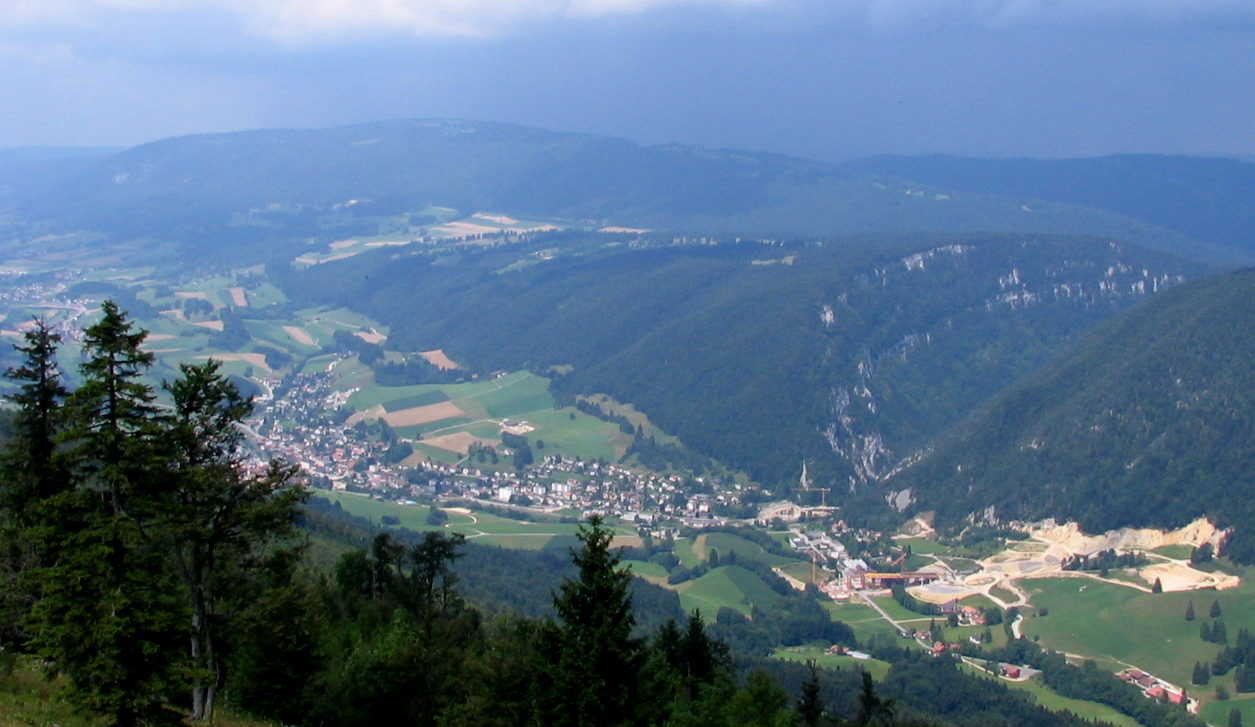
Court